# ترافيس ستون
ترافيس ستون (بالإنجليزية: Travis Stone)‏ هو فارس أمريكي، ولد في 23 يناير 1984.